# Грундзале
Грундзале (латыш. Grundzāle) — населённый пункт в Смилтенском крае Латвии. Административный центр Грундзальской волости. Располагается у автодороги A2 (E77). Расстояние до города Валка составляет около 57 км. Рядом протекает река Палса. По данным на 2007 год, в населённом пункте проживало 400 человек.

## История
В советское время населённый пункт носил название Дзени и был центром Грундзальского сельсовета Валкского района. В селе располагался совхоз «Грундзале».
В Грундзале находится волостная администрация, начальная школа, детский сад, дом культуры, библиотека, скорая помощь, почта, несколько магазинов, АЗС.